# 拉古駅
拉古駅（ろうこえき）とは、中華人民共和国黒竜江省牡丹江市海林市に位置する浜綏線の駅。

## 歴史
- 1937年　開業。

## 隣の駅
中華人民共和国鉄道部
浜綏線
海林駅 - 拉古駅 - 黄花駅
座標: 北緯44度33分49秒 東経129度29分38秒 / 北緯44.5635度 東経129.4939度